# Henry Fuller Howden
Henry Fuller Howden, född den 19 augusti 1925 i Baltimore i Maryland, död den 21 maj 2014 i Victoria i British Columbia, var en amerikansk entomolog som specialiserade sig på skalbaggar.
Han studerade vid University of Maryland och tog mastersexamen 1949; han studerade därefter vid University of North Carolina och avlade doktorsexamen 1953. Howden arbetade sedan 30 år vid Carleton University i Ottawa. Han hade ett brett intresse inom taxonomi, ekologi, biologi, biogeografi och evolution av scarabaeoidea. Howden har publicerat mer än 170 artiklar och kapitel tillsammans med 43 medförfattare. 
Auktorsnamnet Howden kan användas för Henry Fuller Howden i samband med ett vetenskapligt namn inom zoologin; se Wikipedia-artiklar som länkar till auktorsnamnet.